# Kelvin (rivier)
De Kelvin is een rivier die door de stad Glasgow loopt. De totale lengte is 33,5 km. De rivier ontspringt ten noorden van Glasgow bij Kilsyth (North Lanarkshire) en mondt in Glasgow uit in de Clyde. De rivier slingert zich door het landschap langs een aantal bezienswaardigheiden in het West End van Glasgow.
Verschillende bruggen over de rivier vergemakkelijken het verkeer in de stad. De Kelvinbridge is een van de grootste en gaf zijn naam aan het naastgelegen metrostation en aan een buurt in Glasgow. Ook het Kelvin Aqueduct, onderdeel van het Forth and Clyde Canal, kruist de Kelvin. Aan de oever van de Kelvin ligt een botanische tuin, de Glasgow Botanic Gardens.

## Naam
De natuurkundige William Thomson, de latere Lord Kelvin, ontleende zijn naam aan deze rivier.
- Nationale Bibliotheek van Israël: 987007534700505171
- Virtual International Authority File: 315150096
- WorldCat: E39PBJq6THyYFc8C6RpkmXBVmd